# Заречный (Ромодановский район)
 Заречный  —поселок в Ромодановском районе Мордовии в составе Пушкинского сельского поселения. 

## География
Находится на расстоянии примерно 9 километров по прямой на север от районного центра поселка Ромоданово.

## История
Был основан после 1914 года переселенцами из села Пушкино, в 1931 году в поселке было учтено 114 дворов. 

## Население
Постоянное население составляло 31 человек (русские 100%) в 2002 году, 17 в 2010 году .